# Spillemyndigheden
Spillemyndigheden — управління азартними іграми Данії, відомство підпорядковано Міністерству оподаткування Данії та Агенції з питань оподаткування. Управління відповідає за регулювання ринку азартних ігор Данії та захист прав гравців. Також бере участь у міжнародній співпраці з іншими ігровими органами.
Завдання ігрового органу охоплюють такі області:
- Моніторинг та контроль ігрового ринку
- Адміністрування та видача ліцензій на онлайн-казино, некомерційні лотереї, ігрові автомати, наземні казино та державні турніри з покеру
- Нагляд за Danske Lotteri Spil A/S та Klasselotteriet A/S
- Міністерська служба, обробка справ та юридичний супровід
- Контроль та адміністрування ROFUS, Реєстру гравців, що добровільно додали себе до списку заборонених до входу у казино
- Блокування та виключення нелегальних постачальників ігор з-за кордону
- Співпраця з іншими міжнародними органами щодо протидії відмиванню грошей тощо.

Ян Мадсен — в.о. директора Данського ігрового управління, замінив на цій посаді Мортена Нільса Якобсена. До цього багато років управлінням керувала Біргіт Санд.

## Діяльність
8 вересня 2018 року управління запустило інформаційну телевізійну рекламну кампанію терміном на 4 тижні. У короткому відео було розказано про плани та завдання влади щодо гральної індустрії Данії. Зокрема, пояснювалося, що логотип Данського ігрового управління розміщено у всіх інтернет-казино, що мають ліцензію організації.
З листопада 2020 до 21 січня 2021 року Данський регулятор проводить прийом заявок на отримання ліцензій на роботу онлайн та наземних казино. Такі ліцензії видаватимуться терміном на 10 років.

## Міжнародна співпраця
2018 року 15 країн ЄС узгодили співпрацю для створення спільних правил щодо регулювання дій гравців та азартних ігор загалом. Данське управління заявило, що також взяло участь у співпраці вони є частиною угоди, оскільки їх відповідальність полягає у захисті споживачів — особливо дітей та молоді.
В грудні 2020 року через вихід Британії з ЄС, управління розробило нові інструкції для операторів казино з Британії. Власникам ліцензій з-за меж ЄС або країн Європейської економічної зони, було дозволено проводити онлайнова азартні ігри в Данії лише за умови призначення свого представника, зареєстрованого в ЄС.